# Hot Eyes

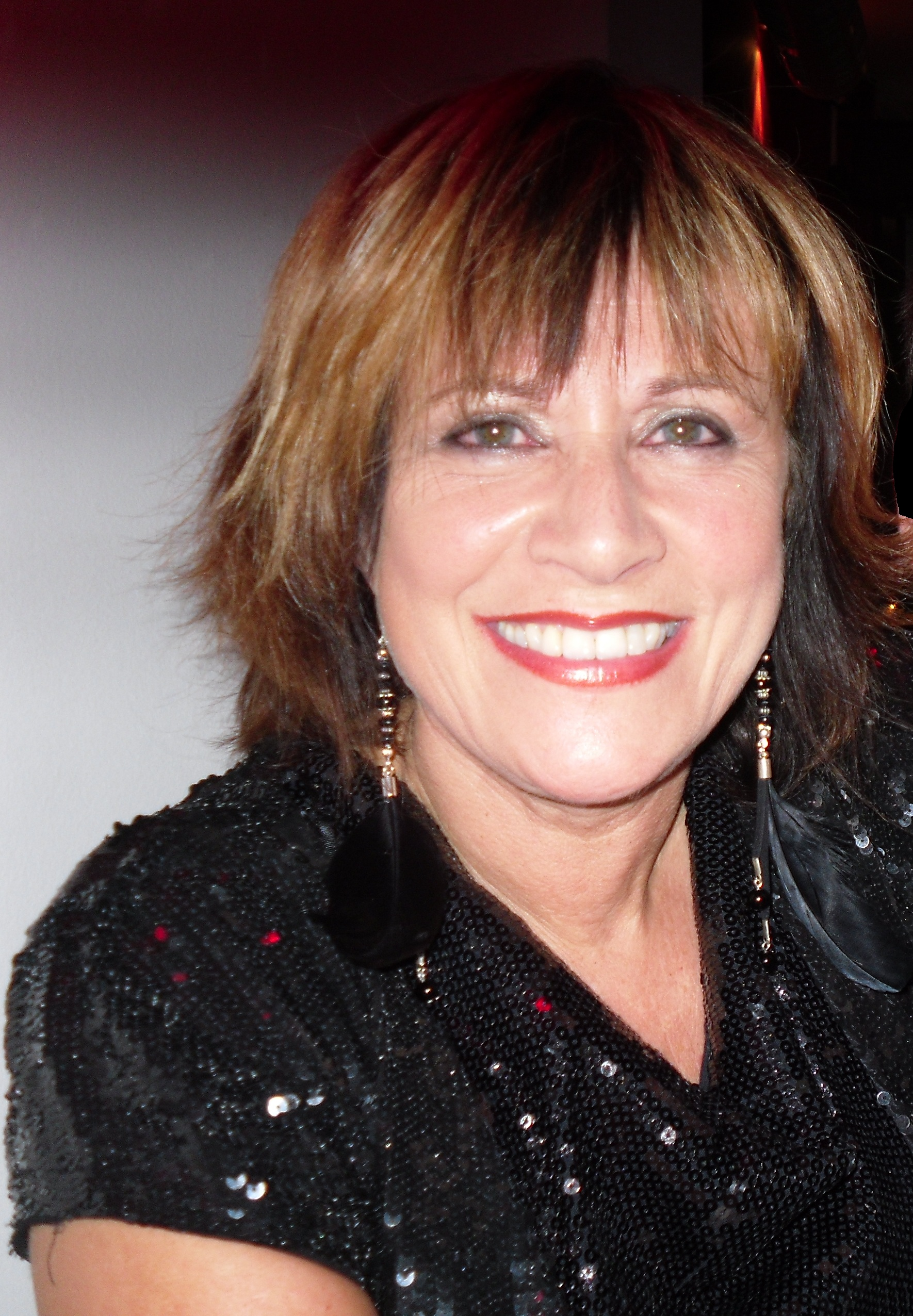
Kirsten Siggaard

Hot Eyes was een Deense groep uit de jaren 80. De groep bestond uit het echtpaar Søren Bundgaard en Kirsten Siggaard.
In 1983 schreef Siggaard zich in voor de Dansk Melodi Grand Prix met Og Livet går, geschreven door haar man; ze werd zevende. Een jaar later wonnen ze wel met Det' lige dét en werden ze vierde op het Eurovisiesongfestival 1984, de beste Deense prestatie sinds 1963.
Het publiek had vertrouwen in het duo en ze mochten in 1985 opnieuw naar het Eurovisiesongfestival met Sku' du spørg' fra no'en?; dit keer werden ze elfde. In deze inzending zong ook de 9-jarige dochter van Bundgaard mee. Dit is tot op heden de jongste deelnemer ooit. Met Sig det som det er werden ze vierde bij de preselectie in 1986 en een jaar later werd Kirsten solo vijfde met Farvel og tak.
Het duo gaf niet op en in 1988 wonnen ze opnieuw de preselectie met Ka' du se hva' jeg sa'; ditmaal haalden ze hun beste resultaat op het songfestival, derde. 
Søren was in 1989 nogmaals op het Eurovisiepodium als schrijver en achtergrondzanger voor Birthe Kjaer, hierbij opnieuw derde.
In 1990 deed Kirsten nog mee aan Dansk Melodi Grand Prix, hier kreeg ze geen plek in de superfinale, met haar lied Inden længe.
In 1991 stopte het duo.
In 1993 presenteerde Kirsten nog Dansk Melodi Grand Prix, waar Tommy Seebach met de prijs ging lopen.
1957: Birthe Wilke & Gustav Winckler · 
1958: Raquel Rastenni · 
1959: Birthe Wilke · 
1960: Katy Bødtger · 
1961: Dario Campeotto · 
1962: Ellen Winther · 
1963: Grethe & Jørgen Ingmann · 
1964: Bjørn Tidmand · 
1965: Birgit Brüel · 
1966: Ulla Pia · 
1978: Mabel · 
1979: Tommy Seebach · 
1980: Bamses Venner · 
1981: Tommy Seebach & Debbie Cameron · 
1982: Brixx · 
1983: Gry Johansen · 
1984: Hot Eyes · 
1985: Hot Eyes · 
1986: Trax · 
1987: Anne Cathrine Herdorf & Bandjo · 
1988: Hot Eyes · 
1989: Birthe Kjær · 
1990: Lonnie Devantier · 
1991: Anders Frandsen · 
1992: Lotte Nilsson & Kenny Lübcke · 
1993: Tommy Seebach Band · 
1995: Aud Wilken · 
1997: Kølig Kaj · 
1999: Michael Teschl & Trine Jepsen · 
2000: Olsen Brothers · 
2001: Rollo & King · 
2002: Malene · 
2004: Tomas Thordarson · 
2005: Jakob Sveistrup · 
2006: Sidsel Ben Semmane · 
2007: DQ · 
2008: Simon Mathew · 
2009: Niels Brinck · 
2010: Chanée & N'evergreen · 
2011: A Friend in London · 
2012: Soluna Samay · 
2013: Emmelie de Forest · 
2014: Basim · 
2015: Anti Social Media · 
2016: Lighthouse X · 
2017: Anja Nissen · 
2018: Rasmussen · 
2019: Leonora · 
2021: Fyr & Flamme · 
2022: REDDI · 
2023: Reiley · 
2024: Saba · 
2025: Sissal